# Georg von Bock (Vizeadmiral)

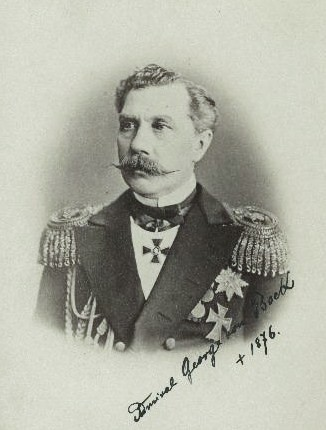
Georg von Bock

Georg Timotheus von Bock (russisch Георгий Тимофеевич Бок; * 24. Septemberjul. / 6. Oktober 1818greg.; † 31. Maijul. / 12. Juni 1876greg. auf Schloss Schwerin) war ein deutschbaltischer Vizeadmiral in der kaiserlich russischen Marine.

## Leben

### Familie
Georg war Angehöriger des baltischen Adelsgeschlechtes Bock a.d.H. Lachmes. Seiner Eltern waren der russische Rittmeister der Gardehusaren und Dissident Timotheus Eberhard von Bock (1787–1836) und estnische Kutscherstochter Catharina Mättik († 1862). Er vermählte sich 1847 Anna Ignatjew (1824–1916), Tochter des russischen Generalmajors Dmitri Ignatjew. Aus der Ehe gingen eine Tochter und zwei Söhne hervor.
- Nadeschda (1849–1919), ⚭ 1870 Paul Albert Sarasin
- Wladimir (1850–1899), russischer Staatsrat und Kammerherr
- Alexis (1857–1881), russischer Garde-Leutnant

### Werdegang
Bereits im Alter von 10 Jahren trat Bock in ein Seekorps der Marine ein. Im Jahr 1833 war er zum Gardemarin und 1835 zum Mitschman avanciert. Zunächst diente er bei der Schwarzmeerflotte wurde aber bald in die Baltische Flotte überstellt, wo er 1841 zum Leutnant zur See aufstieg. Er nahm in den Jahren 1845 bis 1847 an einer Überseekampagne im Mittelmeer und vor den Küsten Englands teil. Hiernach wurde er leitender Adjutanten beim Generalstab des Marinehauptquartiersund verantwortlicher Leiter der Inspektion des Marineministeriums. Nachdem er 1851 seine Beförderung zum Kapitänleutnant erhalkten hatte, war Bock als Kommandant im Finnischen Meerbusen eingesetzt. Im Jahr 1856, vielleicht auch erst 1858 wurde er Kapitän 2. Ranges und 1859 bzw. 1860 Kapitän 1. Ranges und als solcher an die Reserve überwiesen. 
Bock war seit 1862 Lehrer der Prinzen Alexander und Wladimir, mit denen er von 1867 bis 1869 ständig Russland und das europäische Ausland, insbesondere Schweden und Italien bereiste. Bereits 1865 wurde er Flügeladjutant und avancierte 1866 zum Konteradmiral. 1872 wurde er Hofmeister der Großfürsten Wladimir und erhielt 1876 seine Beförderung zum Vizeadmiral.
Er war Inhaber des St.-Anna-Orden II. Klasse und des St.-Wladimir-Orden IV. und III. Klasse.